# Pleurophorus
Pleurophorus — род жесткокрылых семейства пластинчатоусых, подсемейства афодиинов.

## Описание
Тело цилиндрическое. Задние бёдра тоньше передних. Надкрылья с простыми бороздками.

## Систематика
В составе рода:
- вид: Pleurophorus anatolicus Petrovitz, 1961
- вид: Pleurophorus apicipennis Reitter, 1892
- вид: Pleurophorus arabicus Pittino & Mariani, 1986
- вид: Pleurophorus caesus (Creutzer in Panzer, 1796)
- вид: Pleurophorus maghrebinicus Pittino & Mariani, 1986
- вид: Pleurophorus mediterranicus Pittino & Mariani, 1986
- вид: Pleurophorus opacus Reitter, 1893
- вид: Pleurophorus pannonicus Petrovitz, 1961